# Никелин (сплав)
Никелин — сплав меди (65-67 % Cu) с никелем (25-35 % Ni) с примесями марганца (0,4-0,6 % Mn), железа и цинка.
Иногда нейзильбер  также называют никелином, хотя и неправильно.
Никелин имеет температуру плавления 1180 °С, плотность 8800 кг/м 3 (8,8 г/см 3 ) и предел прочности 400 МПа (стандартная температура, мягкий отжиг).
Характеризуется большим электрическим сопротивлением, которое незначительно изменяется с температурой, и стойкостью против коррозии. В последнее время никелин заменяется другими более дешёвыми сплавами (с меньшим содержанием никеля).
Удельное электрическое сопротивление ρ = 0,4 Ом·мм^2 /м.
Температурный коэффициент электрического сопротивления никелина α = 0,1·10−3 K−1 в интервале 0-100 °C.

## Применение
Благодаря особой стойкости к коррозии и окалине , сравнительно низкому удельному электрическому сопротивлению и низкому температурному коэффициенту никель находит преимущественное применение в области электротехники , где его применяют в виде проволок, полос и листов для изготовления всевозможных видов резисторов и в качестве сплава нагревательных проводников 
- В электроизмерительной аппаратуре (Реостаты).
- Монеты